# Karl Decker (futbolista)
Karl Decker   (Viena, 5 de setembre de 1921 - Viena, 27 de setembre de 2005) és un exfutbolista austríac de la dècada de 1940 i entrenador.
Fou 25 cops internacional amb la selecció austríaca. També fou 8 cops internacional amb la selecció alemanya durant la Segona Guerra Mundial.
Pel que fa a clubs, defensà els colors de First Vienna FC, SK Sturm Graz, FC Sochaux-Montbéliard i FC Grenchen.

## Palmarès
- Lliga austríaca de futbol (3):
  - 1942, 1943, 1944
- Copa austríaca de futbol (1):
  - 1943
- Màxim golejador de la lliga austríaca de futbol (2):

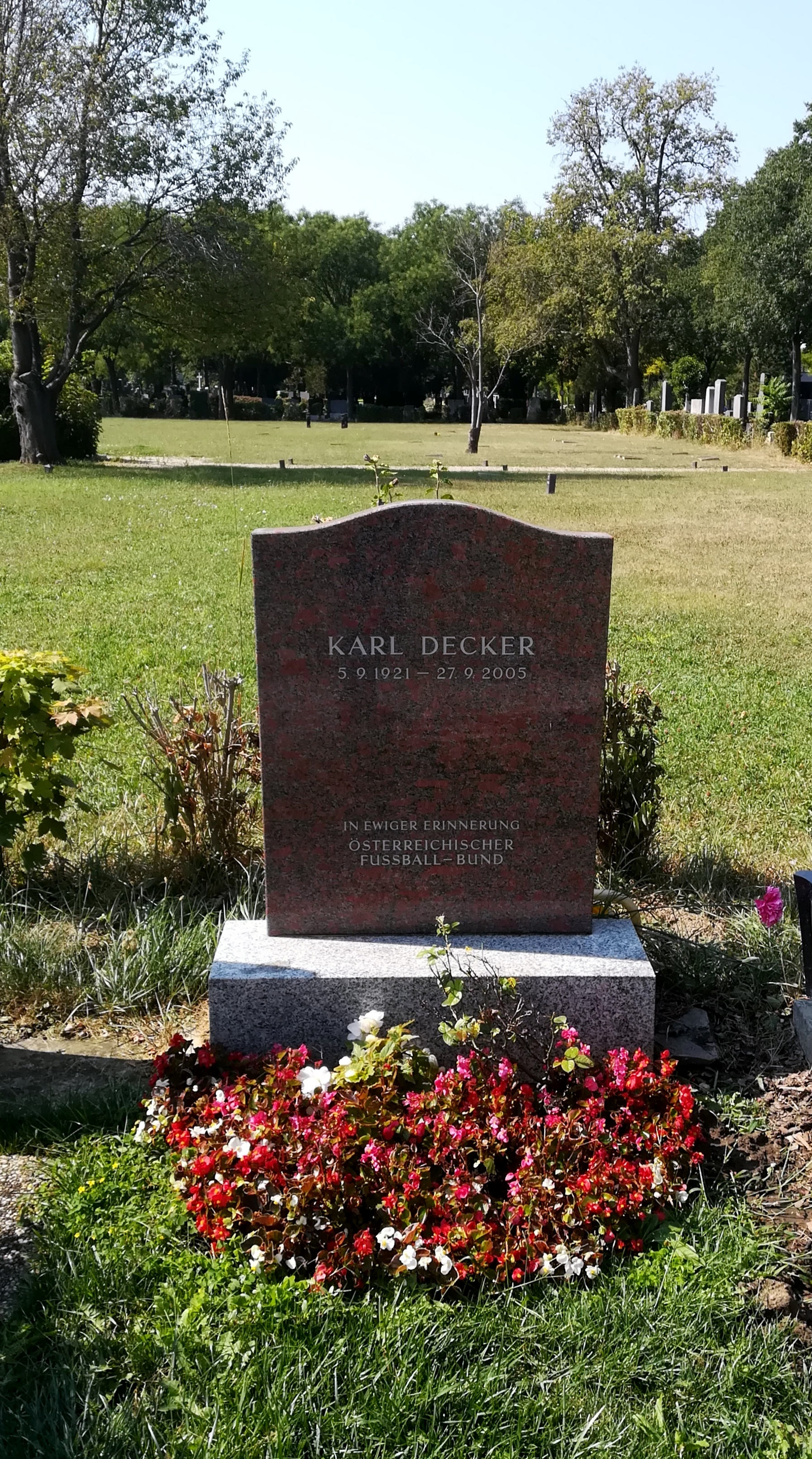
Tomba de Karl Decker.

  - 1944, 1950[3]